# Capanglán
Capanglán, oficialmente Osmeña
es un barrio rural   del municipio filipino de cuarta categoría de Araceli perteneciente a la provincia  de Paragua en Mimaro,  Región IV-B.
En 2007 Osmeña contaba con 869 residentes.

## Geografía
El municipio insular de Araceli se encuentra situado en isla de Dumarán,  ocupando la parte nordeste de la isla, separado por el canal de Dumarán de la isla de  La Paragua, considerada continental.
Linda al norte con la bahía de Bentouán;  al sur y oeste con el municipio de Dumarán; y al este con Mar de Joló frente a las islas de Dalanganem.
Este barrio  se sitúa en la costa sur, en el extremo oriental del municipio, a poniente de la Población.
Su término linda al norte con el barrio interior de Lumacad;
al sur con  la bahía de Langcan, frente al cabo de Baliog; 
al  este con el barrio de Dagman y las bahías de Bacaran y de Dagman;
y al oeste con la bahía de Capanglan, frente al barrio de Bohol del vecino municipio de Dumarán.

### Demografía
El barrio  de Osmeña contababa  en mayo de 2010 con una población de 1.034 habitantes.

## Historia
La misión de Dumarán formaba parte de la provincia española de  Calamianes, una de las 35 del archipiélago Filipino, en la parte llamada de Visayas. Pertenecía a la audiencia territorial  y Capitanía General de Filipinas, y en lo espiritual a la diócesis de Cebú.